# NGC 3970
NGC 3970 في الفهرس العام الجديد، هي مجرة، تقع في كوكبة الباطية. اكتشفت في 9 مارس 1828 بواسطة جون هيرشل.

## روابط خارجية
- NGC 3970 على موقع ويكي سكاي: DSS2, SDSS, GALEX, IRAS, Hydrogen α, X-Ray, Astrophoto, Sky Map, Articles and images